# ماریا الینگسن
ماریا الینگسن (ایسلندی: María Ellingsen؛ زادهٔ ۲۲ ژانویهٔ ۱۹۶۴) بازیگر اهل ایسلند است. وی از سال ۱۹۸۲ میلادی تاکنون مشغول فعالیت بوده‌است.
از فیلم‌ها یا برنامه‌های تلویزیونی که وی در آن نقش داشته است، می‌توان به اسب‌ها و آدم‌ها اشاره کرد.